# Amerika (Penig)
Amerika ist ein Gemeindeteil der Stadt Penig im Landkreis Mittelsachsen im Freistaat Sachsen. Bis zu seiner Eingemeindung nach Penig am 1. Januar 1994 gehörte Amerika zu Arnsdorf.

## Geschichte

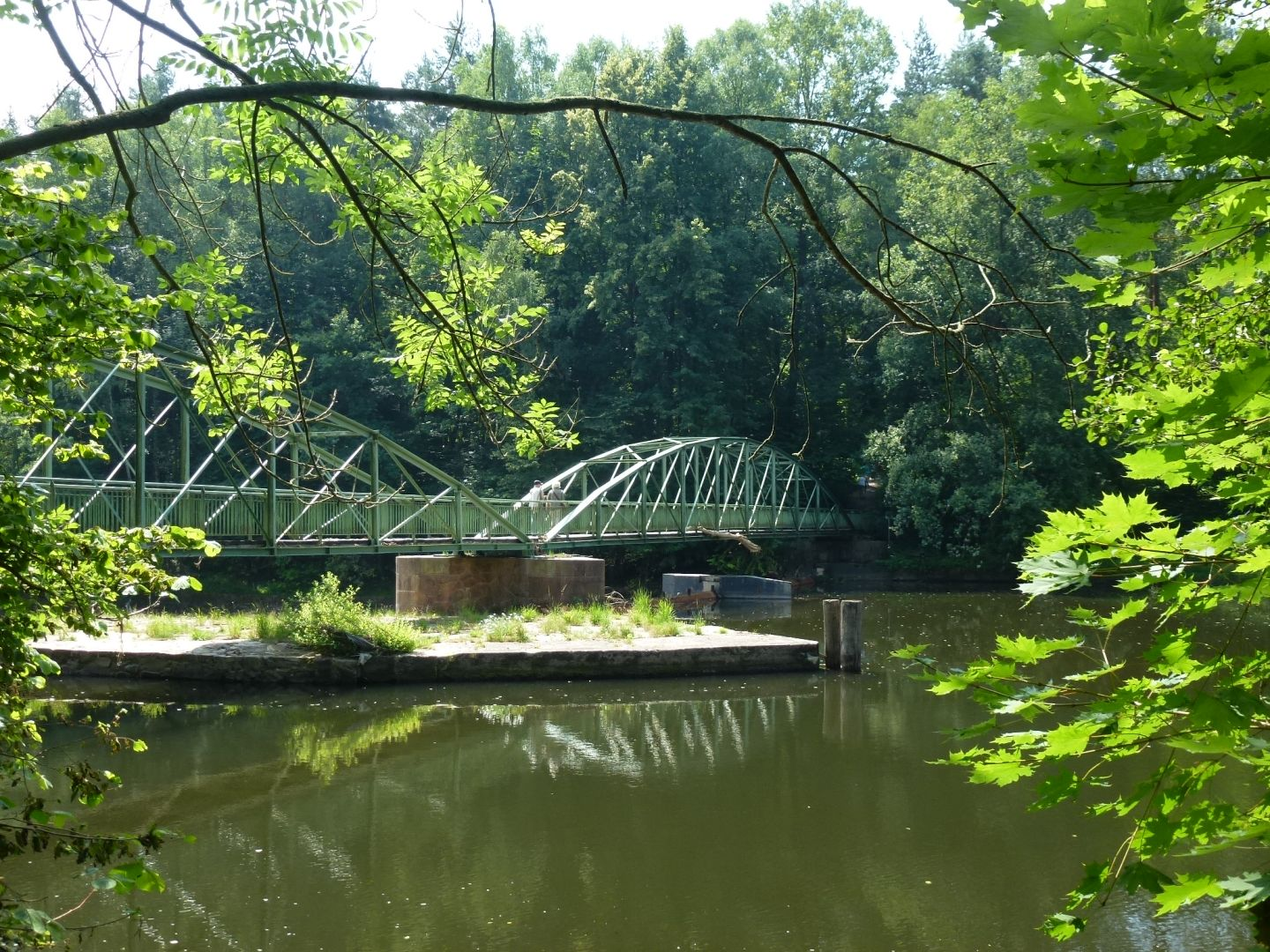
Fußgängerbrücke

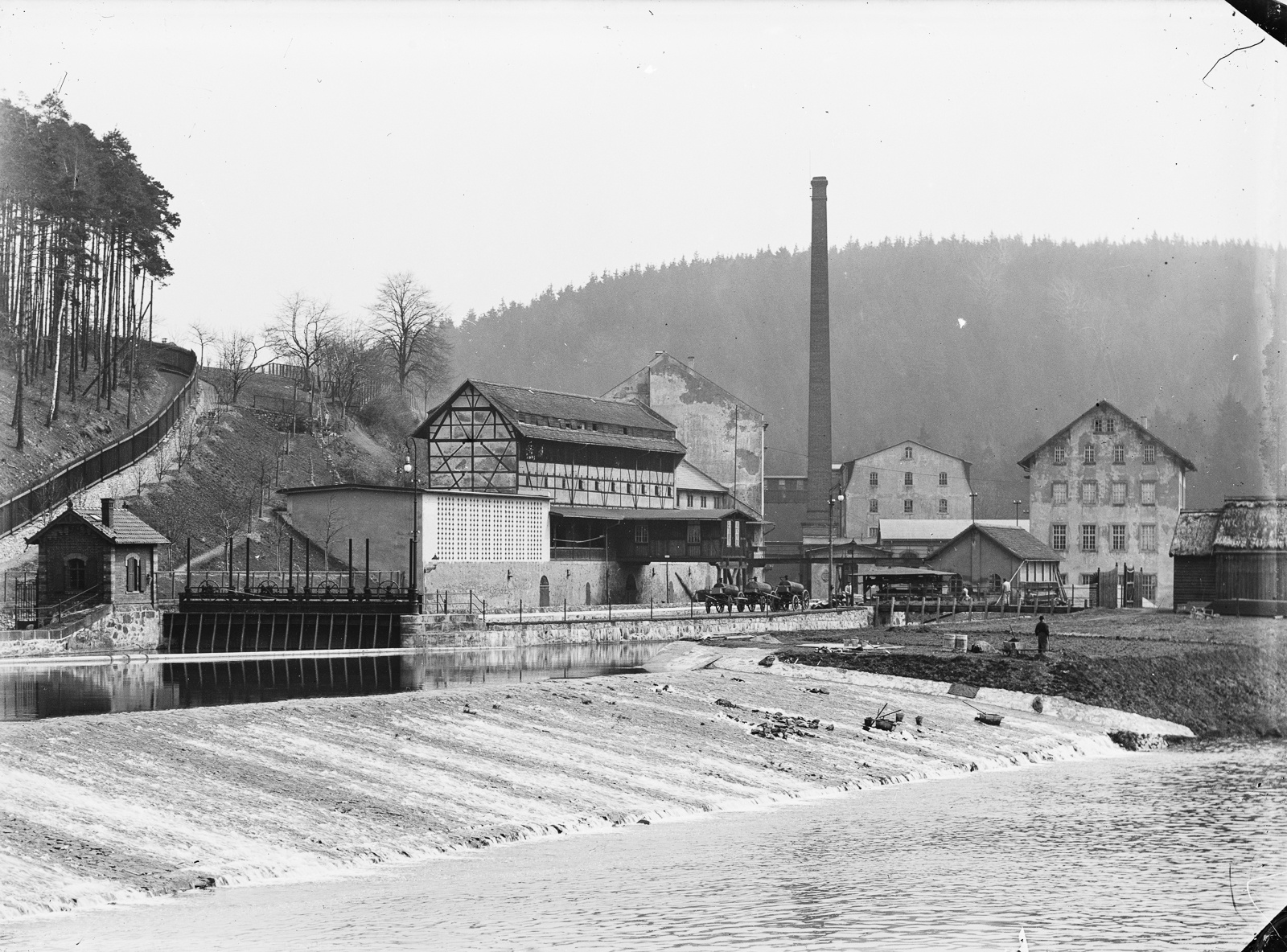
Strickgarnspinnerei Amerika an der Zwickauer Mulde (1925)

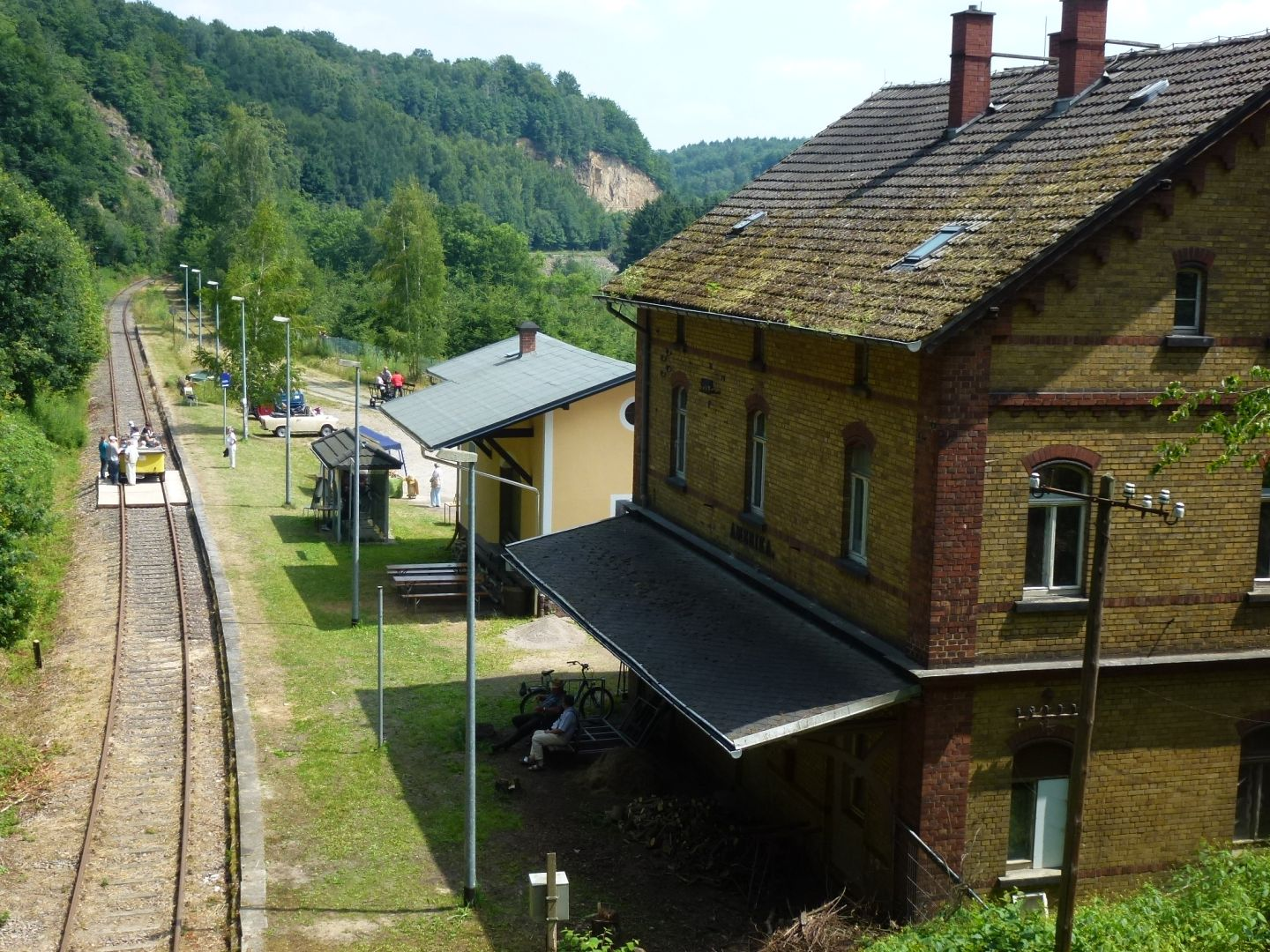
„Schienentrabi“ am Bahnhof

Begründer von Amerika in Penig ist der Unternehmer Heinrich Börner (geb. 1787 in Erlangen; gest. 1870 in Penig). Er betrieb am Marktplatz in Penig eine Kattundruckerei und erwarb am 15. März 1836 vom Gräflich Schönburgischen Besitz ein Stück Land in einem Waldgebiet der Zwickauer Mulde. Am 31. März 1836 begann er bereits mit dem Bau seiner Fabrik, einer Baumwollspinnerei, und gab ihr den Namen „Amerika“. Nachdem er einen Mühlgraben angelegt hatte, errichtete er zwei Wehranlagen. Heute noch befindet sich dort das Wasserkraftwerk Amerika. Heinrich Börner baute auch Wohnhäuser für die Beschäftigten seiner Fabrik sowie eine Schule für deren Kinder. Seine ehemalige Schlosserei und Schmiede samt Werkzeugen und Spinnereimaschinen sind heute noch im Amerika-Museum auf dem Gelände der Stahlbau Amerika GmbH, Amerikaweg in 09322 Penig zu besichtigen.
Heinrich Börners Urenkelin, Johanna Börner, geb. 1913 in Penig, erreichte bereits in ihrer Schulzeit Bekanntheit als heimische Dichterin. Sie schrieb damals auch ein Gedicht über Amerika in Sachsen. 1941 heiratete sie einen Österreicher und übersiedelte ins oberösterreichische Salzkammergut. Unter ihrem neuen Namen Hanna Maria Drack schuf sie als Dichterin und Schriftstellerin bis zu ihrem Ableben 1988 ein umfangreiches künstlerisches Lebenswerk. Das Gedicht Unser Amerika schrieb Johanna Börner wahrscheinlich zwischen ihrem 16. und 19. Lebensjahr. Es erzählt von der Gründung des Ortes.
Heinrich Börner gab dem Ort den Namen „Amerika“, da sein Fabrikareal samt Anlagen und Nebengebäuden seit der Grundsteinlegung nur durch das Überqueren des Flusses Mulde erreichbar war – zunächst über einige große Steine, später mittels eines Kahns. Man wurde also über den „Teich“ gezogen – dieser Ausdruck war damals schon für die Reise in die Vereinigten Staaten von Amerika bekannt, und so bürgerte sich der Begriff „Amerika an der Mulde“ für die Fabrik und die Umgebung ein. Mittlerweile können Fußgänger die Mulde bei Amerika über eine Brücke überqueren.
Der Güterbahnhof an der Bahnstrecke Glauchau–Wurzen wurde mit deren Eröffnung 1876 amtlich als Bahnstation Amerika eingetragen. Der reguläre Verkehr auf der Bahnstrecke wurde nach dem Hochwasser 2002 eingestellt.
Seit dem 1. Januar 1994 gehört Amerika zur Stadt Penig.

## Bauwerke
- → Hauptartikel: Liste der Kulturdenkmale in Penig#Amerika und Liste der Kulturdenkmale in Penig

## Amerika in den Medien
Am Ende jeder Ausgabe der mdr-Sendung exakt wurde lange Zeit ein Amateur-Kommentar zu einem politischen Thema der Sendung mit den einleitenden Worten „Mein Name ist Hermann Richter und ich wohne in Amerika“ eingeblendet.
Amerika ist auch Haupthandlungsort des 1995 gedrehten gleichnamigen Films von Ronald Eichhorn mit Sophie von Kessel in der Hauptrolle. Die Dreharbeiten fanden allerdings fast ausschließlich in der Uckermark statt.
Die Handlung des Theaterstücks Garland von Svenja Viola Bungarten spielt in Amerika. Das Stück wurde 2021 im Schauspielhaus Graz uraufgeführt.